# Mường Ải
Mường Ải là một xã thuộc huyện Kỳ Sơn, tỉnh Nghệ An, Việt Nam.
Xã Mường Ải có diện tích 94,36 km², dân số năm 1999 là 1586 người, mật độ dân số đạt 17 người/km².